# Automeris atrolimbata
Automeris atrolimbata är en fjärilsart som beskrevs av Lemaire 1973. Automeris atrolimbata ingår i släktet Automeris och familjen påfågelsspinnare. Inga underarter finns listade i Catalogue of Life.